# Return of Saturn
Return of Saturn é o quarto álbum de estúdio da banda No Doubt, lançado em 11 de abril de 2000, ele veio embalado com ska,new wave e reggae e influenciado pelo Rock alternativo. O álbum teve quatro singles, sendo o primeiro "New", lançado em 1999 na trilha sonora do filme Vamos Nessa!. O álbum estreou em 2º lugar na Billboard 200, vendendo 202.000 cópias em sua primeira semana, recebendo certificado de platina em Maio de 2000, e foi indicado ao Grammy de "Melhor Álbum de Rock" em 2001.

## História
Durante os dois anos e meio que viajaram pelo mundo com a turnê do álbum Tragic Kingdom (1995), a banda escreveu mais de 20 músicas, influenciados por artistas como The Cure. Com o passar do tempo eles tiveram problemas para produzir material e então decidiram experimentar novos sons. Muitas das novas músicas foram escritas em uma casa alugada em Hollywood Hills, Los Angeles, onde morava o baixista Tony Kanal. Durante o início da produção, em meados de 1998, a banda trabalhou em sete faixas com Matthew Wilder, que havia produzido o álbum anterior da banda, porém, eles tiveram diferenças criativas com ele, então escolheram trabalhar com o produtor Michael Beinhorn, que havia produzido álbuns de sucesso para bandas como Red Hot Chili Peppers e Hole. Eles também não conseguiram entrar em um acordo com Beinhorn, então a banda entrevistou vários produtores e decidiu escolher Glen Ballard, que havia produzido o álbum Jagged Little Pill (1995) da Alanis Morissette. Ballard escutou as 40 demos que a banda tinha gravado e descartou metade delas. A banda frequentemente pedia para adiar a produção, argumentando que apressar o álbum para lucrar era imprudente.
No início de 1999, No Doubt lançou o single "New", encomendado para a trilha sonora do filme Vamos Nessa! (1999). O álbum foi anunciado na mídia com o nome de "Magic's in Makeup", mais tarde foi anunciado a mudança para "Saturn Returns". O nome do álbum foi alterado por Gwen, depois que seu namorado, Gavin Rossdale, disse que ela estava passando por seu retorno a Saturno. A órbita de Saturno leva 29,4 anos terrestres e, em astrologia, acredita-se que o tempo em que Saturno retorne à sua posição durante o nascimento de uma pessoa seja um período de auto-avaliação.
No final de 1999, a banda ainda estava com problemas na produção, porém a gravadora ordenou que continuassem escrevendo, até terem um single mais comercial. Mais gravações, mixagens e masterizações de áudio foram feitas no final daquele ano, e David LaChapelle fotografou a banda para a capa do álbum em janeiro de 2000.

## Crítica
O álbum recebeu críticas positivas da maioria dos críticos de música. No Metacritic, que atribui uma classificação de 100, o álbum recebeu uma pontuação média de 68, com base em 16 críticas. A Entertainment Weekly, elogiou as baladas do álbum, mas afirmou que as letras de Stefani eram um retrocesso à cena do rock alternativo do início dos anos 90 e contrastou com o sucesso que o pop adolescente estava fazendo na época.

## Faixas
1. "Ex-Girlfriend"
2. "Simple Kind of Life"
3. "Bathwater"
4. "Six Feet Under"
5. "Magic's In The Makeup"
6. "Artificial Sweetener"
7. "Marry Me"
8. "New"
9. "Too Late"
10. "Comforting Lie"
11. "Suspension Without Suspense"
12. "Staring Problem"
13. "Home Now"
14. "Dark Blue"

## Singles
- "New"
- "Ex-Girlfriend"
- "Simple Kind of Life"
- "Bathwater"

## Certificações
| País                  | Certificação | Vendas    |
| --------------------- | ------------ | --------- |
| Canadá (Music Canada) | Platina      | 100,000^  |
| Estados Unidos (RIAA) | Platina      | 1,587,000 |